# Kościół Świętej Trójcy w Witaszycach
Kościół Świętej Trójcy w Witaszycach – rzymskokatolicki kościół filialny należący do parafii Najświętszej Maryi Panny Wniebowziętej w Witaszycach (dekanat Jarocin diecezji kaliskiej).
Świątynia została ufundowana w 1808 roku przez arcybiskupa Tymoteusza Gorzeńskiego, późniejszego Prymasa Polski. Powstała wówczas budowla murowana, klasycystyczna, jednonawowa, posiadająca od wschodu późniejszą przybudówkę, który zachowała się do dziś.
Na ścianach zewnętrznych kościoła są umieszczone epitafia i inskrypcje: 1. Felicjana Walknowskiego z Zakrzewa (zmarłego w 1813 roku); 2. Leokadii Gorzeńskiej (zmarłej w 1821 roku); 3.Feliksa (zmarłego w 1837 roku) i Anny (zmarłej w 1808 roku) Gorzeńskich; 4. Nicefora (zmarłego w 1839 roku) i Konstancji (zmarłej w 1826 roku) Gorzeńskich z Witaszyc; 5. Amalii Courmond de Valdec (zmarłej w 1847 roku).
Po wybudowaniu nowego kościoła świątynia pełniła funkcje kościoła pomocniczego aż 1939 roku. W czasie okupacji niemieckiej został w niej urządzony magazyn meblowy. Po zakończeniu II wojny światowej świątynia została podzielona na dwa pomieszczenia, które spełniały rolę salek katechetycznych. W 1996 roku rozpoczęto starania, aby kościół zaczął znów pełnić funkcje sakralne oraz zaczął się jego remont. W dniu 1 października 2000 roku ksiądz biskup Stanisław Napierała konsekrował wyremontowaną świątynię. Obecnie kościół pełni rolę świątyni pomocniczej, odprawiane są w nim msze święte w dni powszechnie.